# Ixora mearnsii
Ixora mearnsii är en måreväxtart som beskrevs av Elmer Drew Merrill. Ixora mearnsii ingår i släktet Ixora och familjen måreväxter. Inga underarter finns listade i Catalogue of Life.